# Croton moraharivensis
Espèce
Croton moraharivensis est une espèce de plantes à fleurs du genre Croton et de la famille des Euphorbiaceae présente sur la côte sud de Madagascar.